# Popejoy (Iowa)
Popejoy est une ville du comté de Franklin, en Iowa, aux États-Unis. Elle est incorporée le 24 juillet 1908.